# Never cry
『never cry』（ネヴァー・クライ）は、日本のシンガーソングライター舞花の1枚目のシングル。

## 背景
表題曲『never cry』は舞花の地元熊本県の情報番組『テレビタミン』（KKT）の2010年5月度エンディングテーマ、TBS系の情報バラエティ番組『全種類。』のエンディングテーマ、NTTコミュニケーションズ「MUSICO」のCMソングとして起用された。表題曲1曲のみの限定版として、『never cry〜music Revolution盤〜』も同日100円で発売された。

## 批評
元メガデスのギタリストマーティ・フリードマンは雑誌『日経エンタテインメント!』で連載している「マーティ・フリードマンのJ-POPメタル斬り」のウェブ版において、『never cry』を「阿部真央+バター味」とし、「（阿部の）『いつの日も』も大好きだけど、あっちは醤油味っていうか、100%和風テイストじゃん。この『never cry』は全体の音色に、ちょっとだけ洋楽っぽい味付けが入っています。特に、サビの後半の「Yeah! Yeah!」っていう部分は、アヴリル・ラヴィーンの曲に出てきそうなコード進行をうまく使ってるね」と批評した。構成については「教科書通り」としながらも、その分、声に集中して聴く事が出来るとコメントした。『CDジャーナル』は「飾り気のないなまなましく力強い声は、あまりにも赤裸々で、耳に届いた瞬間、嘘がばれたときのようなドキドキを感じるはず。繊細で大胆な才能の誕生だ。」と批評した。

## ミュージック・ビデオ
監督は和田泰宏が務めた。撮影は千葉県にあるプロテスタント系高校の、1年7組の教室などで行われた。
ちなみに作中に出てくる絵はセットではなく、撮影に使用したクラスの生徒の作品で、文化祭のクラス発表で実際に使った看板である。

## 収録曲
| 全作詞・作曲: 舞花、YUMI、全編曲: 松岡モトキ、伊藤隆博。 |               |            |            |      |
| #                                                        | タイトル      | 作詞       | 作曲・編曲 | 時間 |
| 1.                                                       | 「never cry」 | 舞花、YUMI | 舞花、YUMI | 5:28 |
| 2.                                                       | 「real size」 | 舞花、YUMI | 舞花、YUMI | 3:38 |

## チャート
| チャート (2010年)       | 最高 順位 |
| ----------------------- | --------- |
| オリコン週間チャート    | 14        |
| CDTV THIS WEEK'S 100    | 14        |
| Billboard JAPAN Hot 100 | 4         |